# توماس سانجستر
توماس سانجستر (بالإنجليزية: Thomas Brodie-Sangster)‏ (مواليد 16 مايو 1990 في ساوثوورك، إنجلترا)، هو ممثل وموسيقي إنجليزي بدأ مسيرته الفنية سنة 2001. اشتُهر بدور جون رييد في مسلسل صراع العروش، كما عُرف بصوت فيرب فليتشر في مسلسل فارس وفادي.

## الأعمال
- الحب الحقيقي
- الفيلق الأخير
- عداء المتاهة
- عداء المتاهة:تجارب السكورش
- فارس وفادي
- دكتور هو
- صراع العروش
- أميريكان داد!
- ناني ماكفي
- مناورة الملكة

## وصلات خارجية
- توماس سانجستر على موقع IMDb (الإنجليزية)
- توماس سانجستر على موقع روتن توميتوز (الإنجليزية)
- توماس سانجستر على موقع ألو سيني (الفرنسية)
- توماس سانجستر على موقع تيرنر كلاسيك موفيز (الإنجليزية)
- توماس سانجستر على موقع أول موفي (الإنجليزية)
- توماس سانجستر على موقع أول موفي (الإنجليزية)
- توماس سانجستر على موقع قاعدة بيانات الأفلام السويدية (السويدية)
- توماس سانجستر على موقع إن إن دي بي (الإنجليزية)
- توماس سانجستر على موقع قاعدة بيانات الفيلم (الإنجليزية)
- توماس سانجستر على موقع كينوبويسك (الروسية)